# 乜姓
乜姓（「乜」，中古擬音：miax，切）是中文姓氏之一，在《百家姓》中排第388位。现今為极罕见的姓氏。

## 源流
乜姓有多种来源：
- 出自姬姓，以地为姓氏。《元和姓纂》中记载，春秋时卫国有大夫食采于乜。以后代遂以地为氏。
- 另据《通志·氏族略》：乜氏为蕃姓。有回族、党項等民族有此姓。
- 《山左诗集》中说山东的乜氏人士是明朝瓦刺首领也先的后裔。
- 少數民族的乜姓，不少人改為聶姓，避免歧視。

## 郡望
- 晋昌郡，西晋至北周期间的晋昌郡在今甘肃安西县东南一带；另外南朝齐也设置有一个晋昌郡，在今陕西石泉县一带。
- 赵郡：汉高帝四年时改邯郸郡为赵国，汉献帝建安年间又改为赵郡。今河北中部赵县、邯郸一带。